# Madiodio Deguene Codou Fall
Madiodio Déguène Codou Fall (Majoojo en wolof) est un damel (souverain) du Cayor, un royaume pré-colonial situé à l'ouest de l'actuel Sénégal. Il règne une première fois en 1861, puis à nouveau entre 1863 et 1865.